# Volkswagen Viloran
A Volkswagen Viloran (em chinês:  大众威然, transl. Dàzhòng Wēirán) é uma minivan produzida pela SAIC Volkswagen desde 2020. É o maior veículo construído na plataforma MQB. Em 2024, ela só é vendida na China e no Vietnã.

## Visão geral

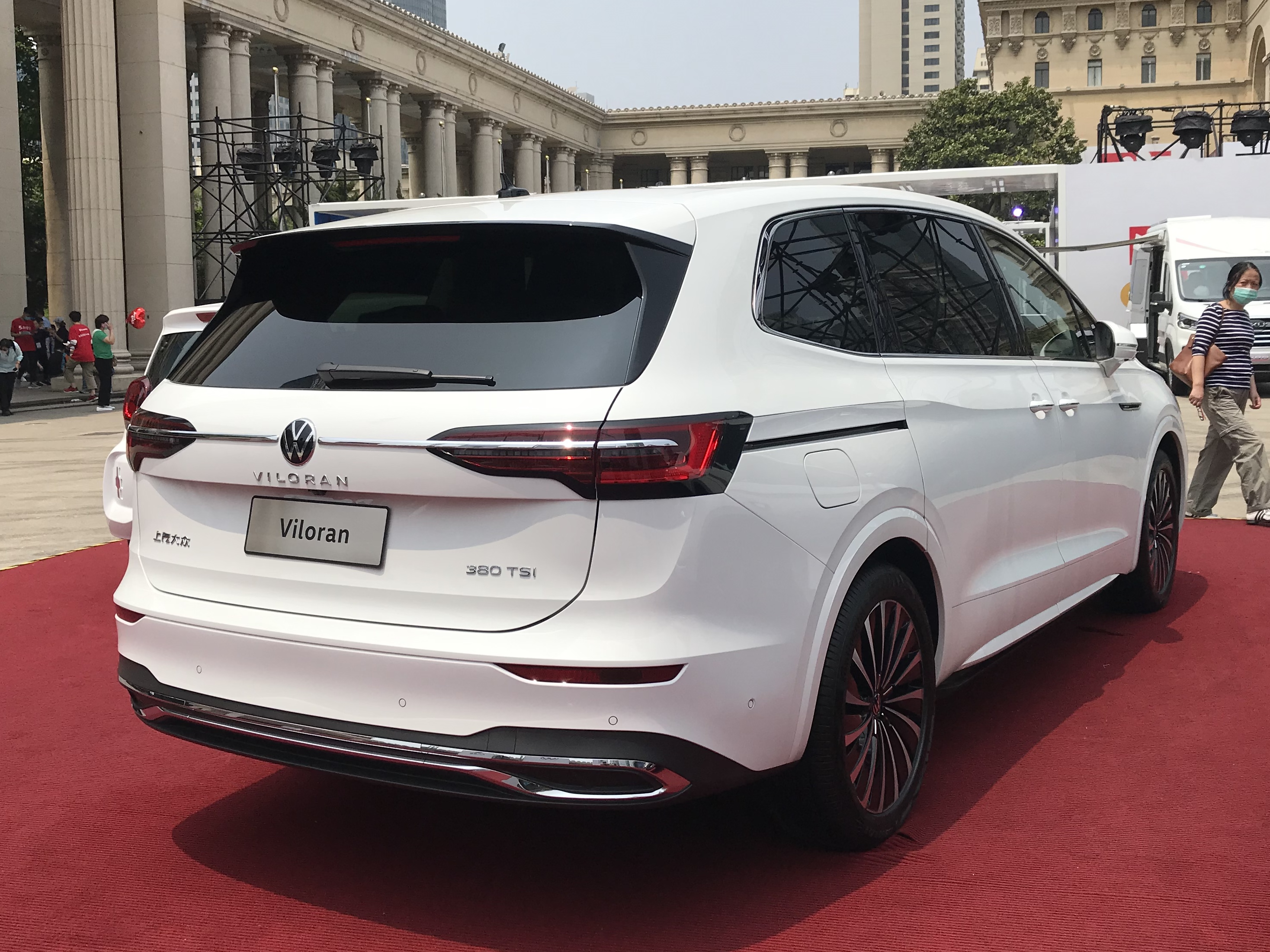
Vista traseira

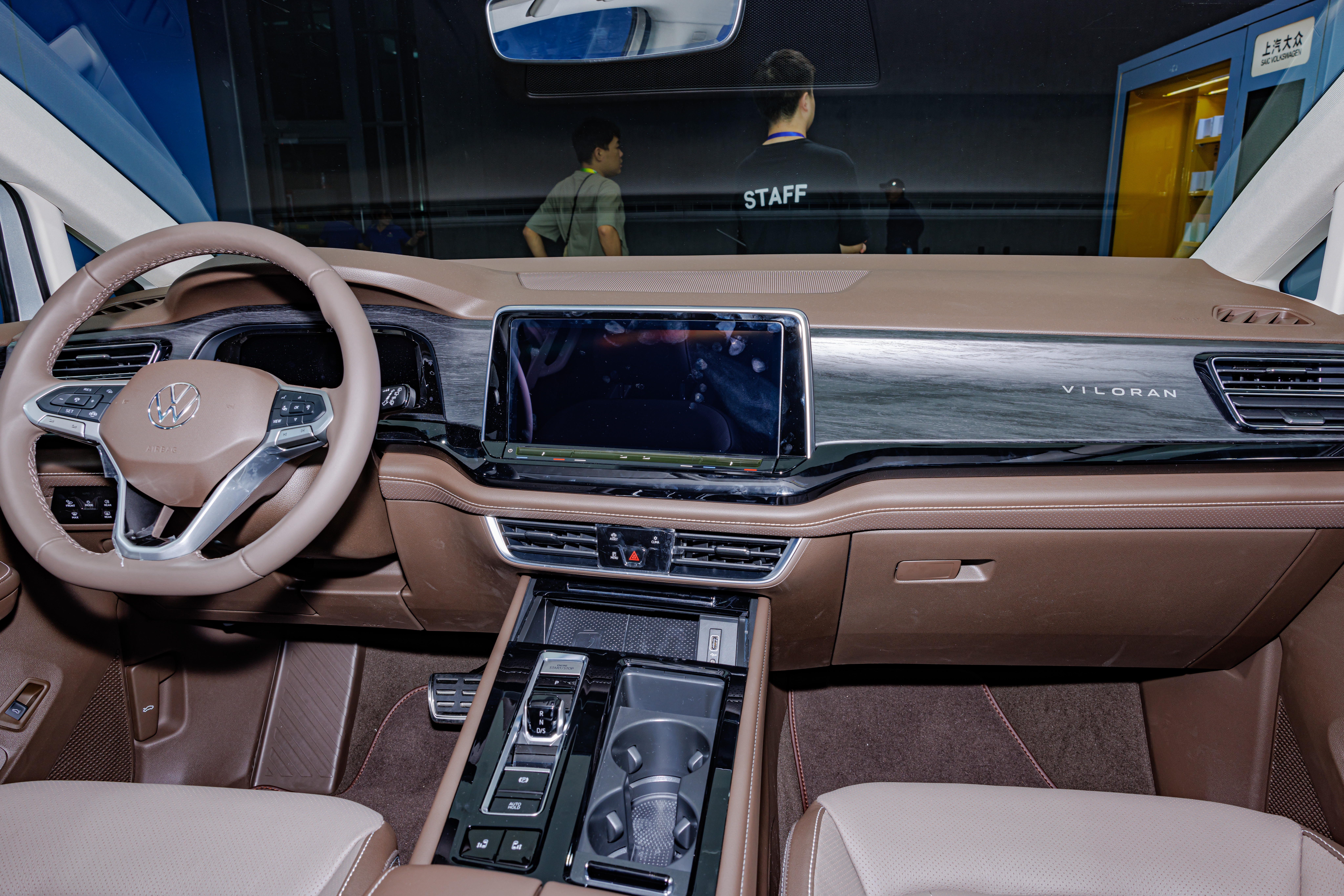
Interior

A Volkswagen Viloran foi revelada no Salão do Automóvel de Guangzhou de 2019 e começou a ser vendida na China em abril de 2020.
A Viloran tem um motor a gasolina 2.0 litros turboalimentado de 4 cilindros em linha, oferecido em versões de 186 cv e 220 cv. A Viloran foi oferecida com tração dianteira e uma caixa de câmbio automática DSG de 7 marchas. A Viloran é atualmente vendida em níveis de acabamento conhecidos como 330TSI Deluxe, 330TSI Business, 380TSI Premium e 380TSI Ultimate.
Em dezembro de 2023, a minivan Volkswagen Viloran foi lançada oficialmente no Vietnã, com o modelo à venda no início de 2024. A Viloran para o mercado automotivo vietnamita está disponível em dois níveis de acabamento, que são Premium e Luxury. A Volkswagen Viloran do mercado vietnamita é importada da fábrica da SAIC-VW em Liampó, na China.

### Trem de força
| Modelo             | Cilindrada         | Série              | Potência           | Torque             | Transmissão        |
| Motores a gasolina | Motores a gasolina | Motores a gasolina | Motores a gasolina | Motores a gasolina | Motores a gasolina |
| ------------------ | ------------------ | ------------------ | ------------------ | ------------------ | ------------------ |
| 2.0 '330 TSI'      | 1.984 cc I4        | EA888 (DPL)        | 186 cv             | 320 N⋅m            | DSG de 7 marchas   |
| 2.0 '380 TSI'      | 1.984 cc I4        | EA888 (DKX)        | 220 cv             | 350 N⋅m            | DSG de 7 marchas   |